# Суконный регламент
Суко́нный регла́мент — документ, появившийся в 1741 г. на правах закона. В «Суконном регламенте» обращалось внимание на плохое (изношенное) состояние одежды рабочих. Регламент обязывал всех фабрикантов одевать и обувать своих рабочих в одинаковую одежду, «удобно и пристойно», с последующим вычитанием её стоимости из зарплаты рабочего.

 В 1741 году авторы Суконного регламента писали: 
«…очень срамно видеть, что большее число мастеровых и работных людей так ободраны и плохо одеты, что некоторые из них насилу и целую рубаху на плечах имеют».
Через некоторое время после принятия этого регламента выяснилось, что несмотря на затраты, у «пристойно одетых» работников заметно выросла производительность труда.

## Оценка
Семевский отрицал за «работными регулами мастеровым и работным людям» известного «Регламента суконным и каразейным фабрикам», изданного в 1741 г., всякое практическое значение: 
Он (регламент) остался без всякого влияния на положение суконщиков; это следует заключить, во-первых, из того, что все указы, составленные в царствование Иоанна Антоновича, считались несуществующими при Елизавете Петровне; во-вторых, из совершенного отсутствия ссылок на него официальных учреждений во всех делах о суконных фабриках и суконщиках, возникавших после его составления (мы встретили ссылку на него только в одной челобитной (1749 г.) мастеровых большой Московской суконной фабрики Болотина и К◦(Государственный архив, XIX, No 384, л. 48 об.), — и, наконец, из того, что в царствование Екатерины II упоминаются, как действующие законы, такие постановления, которые были изменены последним; так например, рабочая плата суконщикам на фабриках, обязанных поставкою сукон, согласуется ещё во второй половине 1760-х годов с правилами указа, данного из мануфактур-коллегии в 1723 году, а не суконным регламентом. Но если постановления этого регламента и не применялись на деле, то всё-таки мы можем извлечь из него немало интересных данных, рисующих положение суконщиков.
Сходного мнения держался и Туган-Барановский. Так, упоминая о регулах на стр. 25 «Русской фабрики», он говорит, что изданы они были при Анне Леопольдовне и не получили поэтому законной силы в последующие царствования. Далее (на стр. 26) он повторяет: «Эти регулы, как сказано, не получили законной силы и никакого практического значения не имели».

По мнению Пажитнова, труднее разрешить вопрос о практическом значении регламента 1741 г.: 
«Положение этого законодательного акта действительно очень странное: он не отменялся распоряжением верховной власти, но вместе с тем и не получил надлежащего распространения»
, вследствие, как считает Пажитнов, резко отрицательной позиции, занятой по отношению к нему московскими суконными фабрикантами. Тем не менее, нельзя всё-таки сказать, что регламент и работные регулы не имели никакого практического значения. Слух об этом законе какими-то путями доходил до рабочих и заставлял их не раз волноваться.